# Madreselva (película)
Madreselva es una película de Argentina en blanco y negro dirigida por Luis César Amadori sobre su propio guion escrito en colaboración con Ivo Pelay que se estrenó el 5 de octubre de 1938 y que tuvo como protagonistas a Libertad Lamarque, Hugo del Carril, Malisa Zini y Miguel Gómez Bao.

## Producción
Libertad Lamarque estaba contratada por Alfredo Murúa para filmar para su empresa, ya por entonces exclusivamente cinematográfica, Sociedad Impresora de Discos Electrofónicos donde había protagonizado sus tres éxitos mayores hasta la fecha: Ayúdame a vivir, Besos brujos y La ley que olvidaron, dirigidas por José Agustín Ferreyra y convertidas en éxitos internacionales. Atilio Mentasti consiguió a través del entonces marido de Lamarque, Alfredo Malerba, que la actriz pasara a trabajar para su empresa Argentina Sono Film.
Luis César Amadori tomó la letra del tango Madreselva, que había escrito tiempo atrás con Francisco Canaro y se había convertido en un éxito y, siguiendo el método muy utilizado por Manuel Romero, lo usó como base para realizar el guion de la nueva película, que una vez estrenada se convirtió en otro éxito sin precedentes en la historia del cine nacional. La voz y la elegancia de la protagonista recorrieron toda América y aún algunas de aquellas escenas dolientes de su argumento son recordadas en países de Europa y hasta en el Japón, donde la película, como los tangos, llegó alguna vez.

## Sinopsis
El romance entre la hija de un titiritero y un actor de cine a quien supone un ladrón tratando de regenerarse.

## Reparto
Colaboraron en el filme los siguientes intérpretes:
- Libertad Lamarque ...Blanca / Gloria Selva
- Hugo del Carril ...Mario del Solar
- Malisa Zini ...Delia
- Miguel Gómez Bao ...Miguel Salvatierra
- Perla Mary ...Elsa
- Leo Rappoli ... Padre de Blanca y Delia
- Julio Traversa
- Julio Renato
- Max Citelli
- Alberto Terrones
- Amelia Lamarque
- Arturo Bamio
- Ángel Boffa

## Comentarios
El cronista de La Nación opinó en su momento: “Hay en el film simpatía, ternura y emoción, no faltando eficaces notas cómicas servidas por un diálogo chispeante y oportuno y cabe señalar… el acierto en la interpretación de las partes musicales que no destruyen en ningún momento la continuidad del film” y para Ulyses Petit de Murat “Jamás Libertad Lamarque se lució tanto como en Madreselva”.
Escribió el crítico Claudio España sobre la película:

”Nunca había lucido tan antes Libertad…y eso que Amadori, si bien la vistió y peinó con dedicación y belleza, no llegó a quitarle cierta expresión levemente arrabalera y un poco aplanada en su deliciosa dicción, propensa al grititos histérico y no precisamente durante las canciones, que interpretó siempre como los dioses… Madreselva tiene un personaje central y una línea dramática…personajes laterales que podrían no existir porque viven una acción propia; esa acción, sin embargo se emparienta con la línea central y los vuelve indispensables…. Madreselva no tuvo solamente un argumento interesante. Contó con una realización impecable y decorados como los que el cine argentino no había levantado hasta entonces. En buena medida la sugestión de las imágenes se debió a la luz que puso John Alton y a la exigencia de Amadori sobre las plantas escénicas de Raúl Soldi”